# Frankie Jonas

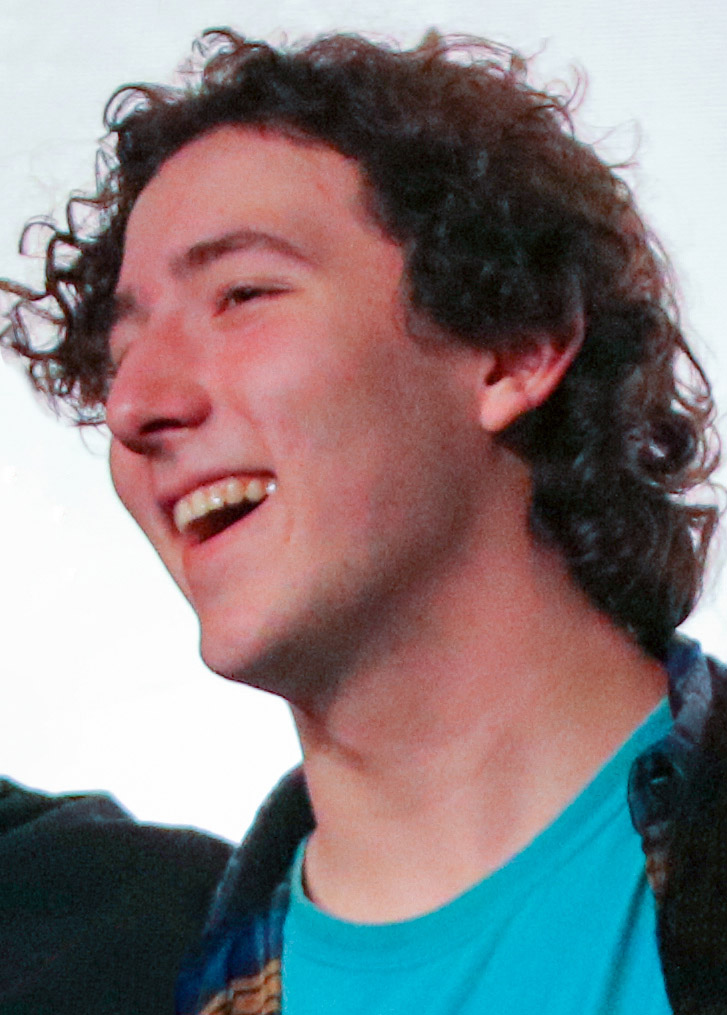
Frankie Jonas (2019)

Franklin "Frankie" Nathaniel Jonas (* 28. September 2000 in Wyckoff) ist ein US-amerikanischer Schauspieler und Synchronsprecher und ist z. B. ein wiederkehrender Charakter in der Fernsehserie Jonas. Außerdem ist er bekannt als der jüngere Bruder der Jonas Brothers.

## Leben

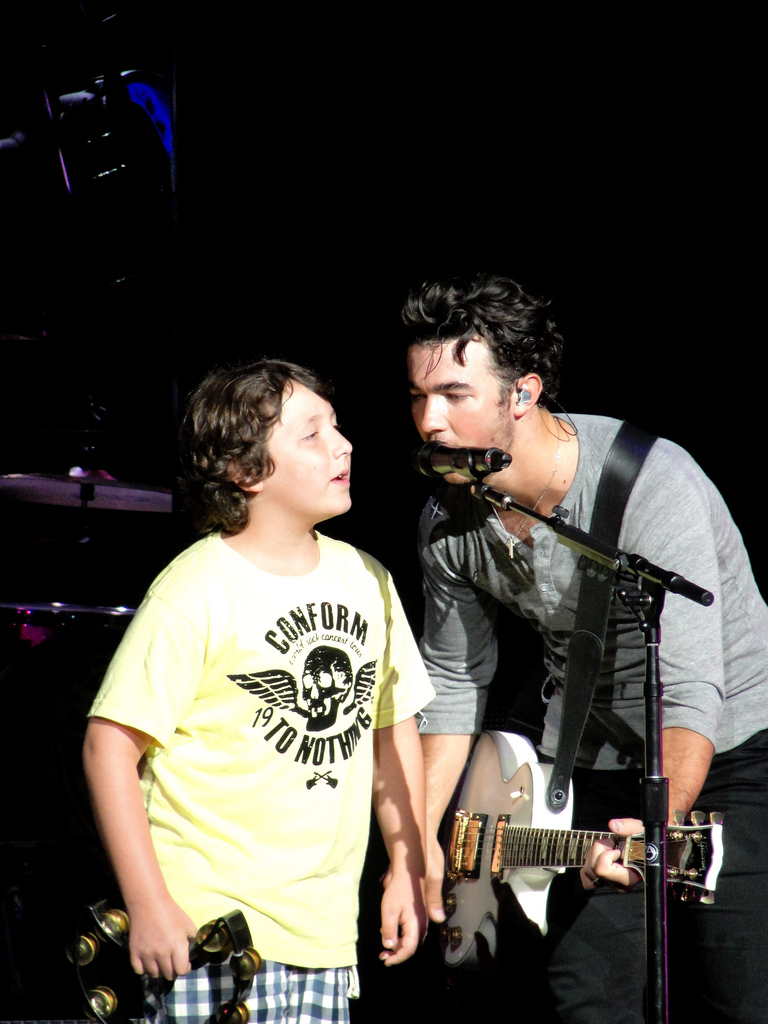
Jonas (l.) mit seinem Bruder Kevin im September 2010

Frankie ist der Jüngste von insgesamt vier Geschwistern. Er ist der Sohn von Denise und Paul Kevin Jonas Sr. und der jüngere Bruder von Kevin Jonas, Joe Jonas und Nick Jonas. Jonas wird manchmal auch als der „Bonus Jonas“ bezeichnet. Er hat Wurzeln in Italien (durch den Urgroßvater mütterlicherseits), Deutschland, bei den Cherokee, England, Irland und Schottland. Außerdem ist er französisch-kanadischer Abstammung.

## Karriere
2009 übernahm Frankie eine Rolle in dem von Hayao Miyazaki animierten Film Ponyo, der ab dem 14. August 2009 in den amerikanischen Kinos lief. Er sprach die Rolle Sōsuke, ein Charakter der mit einem Jungfisch namens Ponyo (gesprochen von Noah Cyrus) befreundet ist, welcher wiederum gerne ein menschliches Mädchen wäre. Beide singen auch den Titelsong des Films.
Er hatte eine wiederkehrende Rolle in der Disney Channel Original Serie Jonas, für die er den "Choice Breakout TV Star Male"-Award bei den Teen Choice Awards 2009 gewann. Seine erste Schauspielrolle hatte er im Film Camp Rock 2: The Final Jam als Junior Rocker Trevor, neben seinen älteren Brüdern, den Jonas Brothers.
Außerdem erschien er in der E! Reality Show, Married to Jonas, welche das Eheleben seines Bruders Kevin Jonas und dessen Frau Danielle Jonas zeigte, aber auch das Comeback der Jonas Brothers 2013.
Im Juni 2017 lud er seinen ersten Song "Shangai Noon" auf Soundcloud hoch. In unter einem Jahr lud er auch den Song "Appa" hoch.
Im Januar 2019 produzierte er Alli Haber's Song "Too Young".
Er beendete die Blackbird Academy in Nashville im März 2019 mit seinem Abschluss in Audio Engineering.

## Diskographie

### Singles
| Jahr | Song                            | Künstler                     |
| ---- | ------------------------------- | ---------------------------- |
| 2009 | "Ponyo On the Cliff By the Sea" | Noah Cyrus und Frankie Jonas |

### Musikvideos
| Jahr | Song                            | Künstler                                              |
| ---- | ------------------------------- | ----------------------------------------------------- |
| 2008 | "When You Look Me in the Eyes"  | Jonas Brothers (Gastauftritt)                         |
| 2009 | "Love Is on Its Way"            | Jonas Brothers (Gastauftritt)                         |
| 2009 | "Fly with Me"                   | Jonas Brothers (Gastauftritt)                         |
| 2009 | "Ponyo On the Cliff By the Sea" | Noah Cyrus und Frankie Jonas                          |
| 2012 | "Sweet Baby"                    | Jru Driscoll (Gastauftritt)                           |
| 2017 | "Remember I Told You"           | Nick Jonas ft. Anne-Marie, Mike Posner (Gastauftritt) |

## Filmographie

### Fernsehen
| Jahr      | Titel                            | Rolle            | Notizen                                         |
| --------- | -------------------------------- | ---------------- | ----------------------------------------------- |
| 2008      | Jonas Brothers: Living the Dream | Er selbst        |                                                 |
| 2008      | Jonas Brothers: Band in a Bus    | Er selbst        |                                                 |
| 2009–2010 | Jonas                            | Frankie Lucas    |                                                 |
| 2011–2013 | The Haunting Hour: The Series    | Dave und Steffan | Episode: "Pumpkinhead", und "Coat Rack Cowboy". |
| 2012–2013 | Married to Jonas                 | Er selbst        | Doku-Soap                                       |

### Film
| Jahr | Film                                           | Rolle           | Notizen                      |  |
| 2009 | Ponyo                                          | Sōsuke (Stimme) | Englisch synchronisiert      |  |
| 2009 | Nachts im Museum 2                             | Kind in Museum  | nicht in den Credits genannt |  |
| 2009 | Jonas Brothers: The 3D Concert Experience      | Er selbst       | Gastauftritt                 |  |
| 2010 | Camp Rock 2: The Final Jam                     | Trevor          |                              |  |
| 2011 | Jonas Brothers: The Journey                    | Er selbst       | Unautorisierte Dokumentation |  |
| 2011 | Spooky Buddies – Der Fluch des Hallowuff Hunds | Pip (Stimme)    |                              |  |
| 2012 | Happy Fish 2 – Hai-Alarm im Hochwasser         | Junior (Stimme) |                              |  |
| 2013 | Gutsy Frog                                     | Frankie         |                              |  |
| 2019 | Jonas Brothers: Chasing Happiness              | Er selbst       | Dokumentation                |  |
| 2020 | Jonas Brothers: Happiness Continues            | Er selbst       | Dokumentation, Concert Film  |  |

### Web
| Jahr | Titel                       | Rolle     | Notizen                                                  |
| ---- | --------------------------- | --------- | -------------------------------------------------------- |
| 2009 | KSM: Read Between the Lines | Er selbst | Episode: "Hangin' with the Jonas Brothers"; Gastauftritt |

## Auszeichnungen und Nominierungen
| Jahr | Auszeichnung              | Kategorie                    | Rolle                   | Ergebnis  |
| ---- | ------------------------- | ---------------------------- | ----------------------- | --------- |
| 2009 | Teen Choice Awards        | Choice TV Breakout Star Male | Frankie Lucas bei Jonas | gewonnen  |
| 2009 | CHILI OFF XVI             | Chili Cook Off               | Chili Cook              | 4. Platz  |
| 2010 | J-14 Teen Model Awards    | Icon of Tomorrow             | Biff                    | Nominiert |
| 2010 | Great Chili Cook Off 2010 | Chili Cook Off               | Chili Cook              | 6. Platz  |
| 2011 | CHILI OFF XVIII           | Chili Cook Off               | Chili Cook              | 3. Platz  |